# Amblypsilopus discretifasciatus
Amblypsilopus discretifasciatus är en tvåvingeart som först beskrevs av Macquart 1850.  Amblypsilopus discretifasciatus ingår i släktet Amblypsilopus och familjen styltflugor. Inga underarter finns listade i Catalogue of Life.